# Municipio de Reeder (Míchigan)
El municipio de Reeder (en inglés: Reeder Township) es un municipio ubicado en el condado de Missaukee en el estado estadounidense de Míchigan. En el año 2010 tenía una población de 1128 habitantes y una densidad poblacional de 12,48 personas por km².

## Geografía
El municipio de Reeder se encuentra ubicado en las coordenadas 44°17′29″N 85°9′00″O / 44.29139, -85.15000. Según la Oficina del Censo de los Estados Unidos, el municipio tiene una superficie total de 90.41 km², de la cual 90,09 km² corresponden a tierra firme y (0,36 %) 0,32 km² es agua.

## Demografía
Según el censo de 2010, había 1128 personas residiendo en el municipio de Reeder. La densidad de población era de 12,48 hab./km². De los 1128 habitantes, el municipio de Reeder estaba compuesto por el 96,81 % blancos, el 0,35 % eran afroamericanos, el 0,71 % eran amerindios, el 0,09 % eran asiáticos, el 0,62 % eran de otras razas y el 1,42 % eran de una mezcla de razas. Del total de la población el 1,42 % eran hispanos o latinos de cualquier raza.